# Espagne aux Jeux olympiques d'hiver de 1968
Cet article contient des informations sur la participation et les résultats de l'Espagne aux Jeux olympiques d'hiver de 1968, qui ont eu lieu à Grenoble en France. 

## Résultats

### Bobsleigh
| Traîneau | Athlètes                            | Épreuve    | Manche 1      | Manche 1 | Manche 2      | Manche 2 | Manche 3      | Manche 3 | Manche 4      | Manche 4 | Total         | Total |
| Traîneau | Athlètes                            | Épreuve    | Temps         | Rang     | Temps         | Rang     | Temps         | Rang     | Temps         | Rang     | Temps         | Rang  |
| -------- | ----------------------------------- | ---------- | ------------- | -------- | ------------- | -------- | ------------- | -------- | ------------- | -------- | ------------- | ----- |
| ESP-1    | Eugenio Baturone Maximiliano Jones  | Bob à deux | 1 min 12 s 76 | 18       | 1 min 14 s 30 | 19       | 1 min 12 s 81 | 15       | 1 min 11 s 67 | 6        | 4 min 51 s 54 | 17    |
| ESP-2    | José María Palomo José Manuel Pérez | Bob à deux | 1 min 11 s 97 | 12       | 1 min 12 s 60 | 13       | 1 min 14 s 34 | 20       | 1 min 12 s 25 | 10       | 4 min 51 s 16 | 13    |

| Traîneau | Athlètes                                                      | Épreuve      | Manche 1      | Manche 1 | Manche 2      | Manche 2 | Total         | Total |
| Traîneau | Athlètes                                                      | Épreuve      | Temps         | Rang     | Temps         | Rang     | Temps         | Rang  |
| -------- | ------------------------------------------------------------- | ------------ | ------------- | -------- | ------------- | -------- | ------------- | ----- |
| ESP-1    | Guillermo Rosal Néstor Alonso José Manuel Pérez Antonio Marín | Bob à quatre | 1 min 12 s 90 | 19       | 1 min 11 s 42 | 19       | 2 min 24 s 32 | 19    |
| ESP-2    | Víctor Palomo Maximiliano Jones José Clot Eugenio Baturone    | Bob à quatre | 1 min 12 s 86 | 18       | 1 min 10 s 32 | 18       | 2 min 23 s 18 | 18    |

### Luge

#### Hommes
| Athlète      | Manche 1      | Manche 1 | Manche 2      | Manche 2 | Manche 3      | Manche 3 | Total         | Total |
| Athlète      | Temps         | Rang     | Temps         | Rang     | Temps         | Rang     | Temps         | Rang  |
| ------------ | ------------- | -------- | ------------- | -------- | ------------- | -------- | ------------- | ----- |
| Luis Omedes  | 1 min 14 s 43 | 46       | 1 min 04 s 89 | 45       | 1 min 05 s 82 | 47       | 3 min 25 s 14 | 45    |
| Jorge Monjo  | 1 min 05 s 18 | 45       | 1 min 03 s 35 | 42       | 1 min 15 s 12 | 46       | 3 min 13 s 65 | 43    |
| Jorge Roura  | 1 min 04 s 01 | 44       | 1 min 05 s 54 | 46       | 1 min 04 s 42 | 45       | 3 min 13 s 97 | 44    |
| Jesús Gatell | 1 min 03 s 15 | 42       | 1 min 04 s 38 | 43       | 1 min 04 s 25 | 44       | 3 min 11 s 78 | 42    |

### Ski alpin

#### Hommes
| Athlète                   | Épreuve      | Manche 1      | Manche 1 | Manche 2      | Manche 2 | Total         | Total |
| Athlète                   | Épreuve      | Temps         | Rang     | Temps         | Rang     | Temps         | Rang  |
| ------------------------- | ------------ | ------------- | -------- | ------------- | -------- | ------------- | ----- |
| Antonio Campaña           | Descente     |               |          |               |          | 2 min 11 s 11 | 52    |
| Luciano del Cacho         | Descente     |               |          |               |          | 2 min 08 s 85 | 39    |
| Francisco Fernández Ochoa | Descente     |               |          |               |          | 2 min 08 s 67 | 38    |
| Aurelio García            | Descente     |               |          |               |          | 2 min 06 s 84 | 32    |
| Jorge Rodríguez           | Slalom géant | 1 min 57 s 92 | 61       | 1 min 59 s 32 | 61       | 3 min 57 s 24 | 59    |
| Antonio Campaña           | Slalom géant | 1 min 53 s 77 | 49       | 1 min 55 s 18 | 43       | 3 min 48 s 95 | 44    |
| Francisco Fernández Ochoa | Slalom géant | 1 min 52 s 57 | 44       | 1 min 53 s 40 | 38       | 3 min 45 s 97 | 38    |
| Aurelio García            | Slalom géant | 1 min 51 s 57 | 39       | 1 min 56 s 61 | 48       | 3 min 48 s 18 | 42    |

#### Slalom hommes
| Athlète                   | Manche 1 | Manche 1   | Manche 2 | Manche 2   | Finale          | Finale       | Finale         | Finale       | Finale          | Finale       |
| Athlète                   | Temps    | Rang       | Temps    | Rang       | Temps Manche 1  | Rang         | Temps Manche 2 | Rang         | Total           | Rang         |
| ------------------------- | -------- | ---------- | -------- | ---------- | --------------- | ------------ | -------------- | ------------ | --------------- | ------------ |
| Secundino Rodríguez       | 57 s 30  | 4          | 55 s 44  | 2          | Non qualifié    | Non qualifié | Non qualifié   | Non qualifié | Non qualifié    | Non qualifié |
| Aurelio García            | 51 s 44  | 1 Qualifié | –        | –          | N'a pas terminé | –            | –              | –            | N'a pas terminé | –            |
| Carlos Adsera             | 56 s 04  | 2 Qualifié | –        | –          | 59 s 54         | 42           | 57 s 67        | 27           | 1 min 57 s 21   | 27           |
| Francisco Fernández Ochoa | 53 s 43  | 3          | 56 s 19  | 1 Qualifié | 53 s 52         | 31           | 54 s 61        | 23           | 1 min 48 s 13   | 23           |